# Narodowa i Uniwersytecka Biblioteka Bośni i Hercegowiny
Narodowa i Uniwersytecka Biblioteka Bośni i Hercegowiny – biblioteka narodowa Bośni i Hercegowiny.

## Historia
Biblioteka Narodowa Bośni i Hercegowiny powstała w 1945 roku decyzją Zgromadzenia Bośni i Hercegowiny. Dekret opublikowano 31 października 1945 roku w Dzienniku Urzędowym (Službenom glasniku). Jest finansowana z budżetu i podlega Ministerstwu Edukacji, Nauki, Kultury i Sportu. W 1957 roku stała się również Biblioteką Uniwersytecką. Mieściła się w gmachu ratusza w Sarajewie. Podczas wojny w wyniku serbskiego ostrzału gmach Biblioteki został trafiony. Wybuchł pożar, który trwał 3 dni. Bibliotekarze i wolontariusze pod ostrzałem utworzyli żywy łańcuch wynosząc książki z płonącego gmachu. W trakcie akcji ratunkowej jeden z nich zginął. Ocalone zbiory ulokowano w pomieszczeniach Bośniackiego Centrum Kultury (Bosanskog kulturnog centra). W 1998 roku Biblioteka otrzymała tymczasowy lokal w budynku dawnych koszar „Marszałek Tito” (Kasarne „Maršal Tito“), w których potem zorganizowano kampus Uniwersytetu w Sarajewie.

## Budynek
Plany ratusza w Sarajewie w 1892 roku zaczął przygotowywać austriacki architekt Aleksander Wittek. Po jego śmierci dokończył je w stylu neomauretańskim Ćiril Iveković. Budynek w którym urzędowały władze miasta oddano do użytku w 1896 roku. W nocy z 25 na 26 sierpnia 1992 roku w budynku wybuchł pożar. Budynek został zniszczony, a większość zbiorów spłonęła. Do 2014 roku siedzibą biblioteki był kampus Uniwersytetu w Sarajewie. Równocześnie prowadzono prace przy odbudowie dotychczasowego budynku. Trwały one osiemnaście lat i kosztowały 23 miliony marek bośniackich. W odbudowie pomagały fundusze z innych państw. Pieniądze przekazała między innymi Austria. 9 maja 2014 roku Biblioteka wróciła do swojej siedziby. Ratusz odzyskał swój dawny wygląd. Biblioteka otrzymała w nim dwa tysiące metrów kwadratowych powierzchni. Oprócz niej w budynku swoją siedzibę ma Rada Miasta i muzeum.

## Zbiory
W 1992 roku zbiory Biblioteki liczyły 2 000 000 woluminów, w tym ponad 150 000 rzadkich książek i manuskryptów. Po pożarze w 1992 ocalało około 10% zbiorów. W 2019 roku zbiory liczyły 800 tysięcy woluminów. Od 1996 roku biblioteka wydaje rocznik Bosniaca. 